# تاشکند (قونیه)
تاشکند (به ترکی استانبولی: Taşkent) یک منطقهٔ مسکونی در ترکیه است که در استان قونیه واقع شده‌است. تاشکند ۱٬۳۶۳ متر بالاتر از سطح دریا واقع شده‌است.